# Сретение Господне Външно (Негуш)
„Сретение Господне Външно“ (на гръцки: Μοναστήρι της Υπαπαντής του Χριστού, Έξω Υπαπαντή) е православна църква край южномакедонския град Негуш (Науса), Егейска Македония, Гърция. Църквата е бивш манастир.

## Местоположение
Църквата е разположена на 1068 m надморска височина в Каракамен (Дурлия) югоизточно от Негуш над Агиос Николаос. Северозападно над църквата е едноименният връх Сретение (Ипапанди), висок 1766 m. На юг от другата страна на реката е Палионяуста ту Стуянаки, висок 1250 m.

## История
Манастирът вероятно е свързан с градската църква „Сретение Господне“. Споменат е за пръв път в 1784 година в надпис върху златен кръст. Унищожен е от Али паша в 1806 година заедно със съседния манастир „Свети Архангели“. Възстановен е и на 25 март 1811 година е открит отново, но е повторно унищожен при потушаването на Негушкото въстание в 1822 година.
При присъединяването на областта към Гърция в 1912 година храмът, килиите и костницата са в развалини и има запазени фрагменти от стенописи. Камъните от манастира са разграбени за други строежи.